# 竹青
「竹青」（ちくせい）は、太宰治の短編小説。雑誌掲載時のタイトルは「竹青―新曲聊斎志異―」だった。

## 概要
| 初出     | 『文藝』1945年4月号                  |
| 単行本   | 『薄明』（新紀元社、1946年11月20日） |
| 執筆時期 | 1945年2月20日頃～3月5日（推定）      |
| 原稿用紙 | 30枚                                 |

本作品の末尾に「自註。これは、創作である。支那のひとたちに読んでもらひたくて書いた。漢訳せられる筈である」とある。太宰自身が書き記していた「創作年表」の「昭和二十年」「正月号」の項に、「小説（漢文／竹青）大東亜文学30」とあるため、1945年1月、中国語訳版「竹青」が『大東亜文学』（電報通信社）に発表されたと考えられていた。掲載誌が発見されてないため、翻訳はされなかったのではないかという説も強い。
太宰が本作品を書くときに拠った本は、『聊斎志異』（北隆堂書店、1929年11月10日、田中貢太郎訳・公田連太郎註）である。

## あらすじ
むかし湖南に魚容という名の貧書生がいた。氏も育ちも共に賤しくなく、ひたすら古書に親しみ、とくに道にはずれた振舞いもなかった人であるが、運には恵まれなかった。早く父母に死別し親戚の家を転々とし、ひとりの酒くらいの伯父から無学の下卑を押しつけられ、その女と結婚した。女は酒くらいの伯父の妾であったという噂もあり、顔も醜いが、心もあまり結構でなかった。魚容の学問を頭から軽蔑していた。
魚容はある日「おれもそろそろ三十。ここは一奮発して大いなる声名を得なければならぬ」と決意して、女房を殴って家を飛び出し、郷試（きょうし）に応じたが見事に落第。とぼとぼと故郷に帰る途中、洞庭湖畔の呉王廟の廊下に這い上がって寝ころんだ。
「からすには、貧富が無くて、仕合せだなあ」と小声で言って目を閉じうとうとすると、黒衣の男にゆり起こされた。男は「呉王さまのお言いつけだ。そんなに人の世がいやになって、からすの生涯がうらやましかったら、ちょうどよい」と言って、ふわりと薄い黒衣を魚容にかぶせた。たちまち魚容は雄の烏となり、竹青という名の雌の烏と出会う。